# Picnic on a Frozen River
Picnic on a Frozen River från 1991 är ett samlingsalbum av sångaren Freddie Wadling. Inspelad i Studio Urania vintern 1983/84. Låtarna är tidigare outgivna demolåtar.

## Låtförteckning (LP)
1. The Cemetary
2. Running Madly Backwards
3. Frozen Ones Prt I / Picnic On A Frozen River
4. Radio Death
5. Frozen Ones Prt II
6. Radar Eyes
7. Living In A Can
8. Witchqueen Of New Orleans (Redbone-cover)
9. Into The Dawn
10. Animal Man

## Musiker
- Freddie Wadling – sång, bas, percussion, gitarr, synth, piano
- Jörgen Sangsta – gitarr, trummaskin
- Uno Wall – trummor 1,4,5,6
- Anna Lena Karlsson – kör
- Pontus Lidgard – gitarr 4,6
- Annika Blennerhed – gitarr 1